# Jan František z Bellegarde
Jan František hrabě z Bellegarde (německy Johann Franz von Bellegarde, 1. července 1707 Chambéry – 7. února 1769 Drážďany) byl saský šlechtic z rodu Bellegardů, saský ministr války a člen tajné rady, generál pěchoty a rytíř ruského řádu sv. Ondřeje.

## Životopis
Pocházel ze Savojska. Jeho rodiči byli Jean Francois de Bellegarde a jeho manželka Catherine Francoise de Regard. Jeho bratrem byl generálporučík Claudius Maria z Bellegarde (1700–1755). 
Oba bratři přišli do Saska v době panování polského krále a saského kurfiřta Augusta II. Jan František vstoupil do švýcarské gardy jako poručík a v roce 1739 získal hodnost podplukovníka. Stal se také generálním pobočníkem. V roce 1741 byl jmenován královským komorníkem. 
Císařovna Marie Terezie jej povýšila do stavu říšských hrabat a obdržel inkolát v Čechách, na Moravě a ve Slezsku. Vzdal se postavení u švýcarské gardy a nově vytvořil vlastní pěší pluk. V roce 1744 za druhé slezské války bojoval v Čechách a na Moravě, následujícím roce se boje přesunuly do Slezska a Saska. Byl povýšen na generálmajora. V bitvě u Kesselsdorfu 15. prosince 1745 byl zajat pruskou armádou, následně byl na základě drážďanského míru koncem roku 1745 propuštěn. V roce 1746 byl jmenován nejvyšším hofmistrem saských princů Františka Xavera a Karla Kristiána. Doprovázel je na cestách po Sasku, Rusku a Francii. 
V roce 1748 byl jeho pluk rozpuštěn a následně se stal velitelem praporu granátníků. V roce 1752 byl povýšen na generálporučíka a v roce 1754 získal místo v tajné radě Saska. V roce 1763 byla ukončena sedmiletá válka hubertusburským mírem, následně se stal velitelem Neustadtu u Drážďan. V roce 1768 byl povýšen na generála pěchoty, toho roku v září se stal na ministrem války.
Jan František hrabě z Bellegarde zemřel 7. února 1769 po krátké nemoci. Byl pohřben na hřbitově ve Friedrichstadtu.

## Rodina
Jan František Bellegarde se oženil s Marií Antonií z Hartigu († 1765), dcerou Adama Ludvíka z Hartigu (1710–1738) a jeho manželky Marie Theresie Kager von Globen (1716–1759).

### Potomci
- Friedrich Anton Gabriel (1753–1830) ⚭ Adelheid z Bellegarde († 1830)
- Jindřich Josef Jan (1756 – 1845), polní maršálek ⚭ 1791 Augusta z Berlichingenu (1765–1831)[3]